# Драма.UA
«Драма.UA» — фестиваль сучасної драматургії, який відбувався у Львові у 2010-2013 роках. У 2014 році фестиваль трансформувався у перший в Україні постійнодіючий театр сучасної драми Перша сцена сучасної драматургії «Драма.UA», що працював у 2014-2017 рр. у приміщенні Львівського драматичного театру імені Лесі Українки (вул. Городоцька 36).
Засновник та організатор фестивалю — Мистецька майстерня «Драбина». Ідея та концепція фестивалю та сцени —  Оксана Дудко.
Фестиваль має на меті створити простір для розвитку та популяризації сучасної української драматургії, познайомити глядачів з роботами молодих українських та європейських авторів, сприяти комунікації драматургів з театрами заради створення нових спільних проєктів.
У межах фестивалю також відбувався Конкурс україномовних п'єс «Драма.UA», який займається пошуком молодих авторів та просуванням актуальної української драми на театральні сцени й до літературних видань. Роботи учасників та переможців конкурсу публікувалися у профільних виданнях, презентувалися у формі сценічних читань, а деякі лягли в основу театральних постановок.

## Історія фестивалю

### I фестиваль «Драма.UA-2010»
І Фестиваль сучасної драматургії «Драма.UA» відбувся 30 червня — 4 липня 2010 року під гаслом «Врятуй драму!» Перші два дні фестивалю проходили у Львові на «Фабриці повидла» (вул. Богдана Хмельницького, 124), третій і четвертий день — на відкритій сцені у межах ІІ Міжнародного фестивалю мистецтв Fort.Missia 
(с. Поповичі Мостиського р-ну Львівської області, українсько-польське прикордоння).
Під час фестивалю відбувалися:

Врятуй драму! Гасло фестивалю «Драма.UA-2010»

- сценічні читання п'єс — Сари Кейн «Підірвані»[en] у виконанні Львівського академічного театру імені Леся Курбаса, Олега Лишеги «Друже Лі Бо, брате Ду Фу» (Мистецька група «Цю», Львів), Павла Ар'є «Експеримент» (Львівський академічний театр імені Леся Курбаса);
- вистави за п'єсами російського драматурга Івана Вирипаєва «Кисень» (у постановках польського театру «Nie Ma»[pl] та харківського театру «Котелок»[ru]), «Сни» (театр-студія «Територія», Хмельницький), «Липень» («Котелок», Харків);
- Центр імені Вс. Мейєрхольда (Херсон) представив вистави за британською драматургією — «Мати»[en] Марка Равенгілла[en], «Сім єврейських дітей»[en] Керіл Черчілл, а також вербатіми (документальні вистави) «Відьми» та «Херсон — це…»;
- міжнародна програма, представлена виставами «Кроки» за творами Антоніо Аламо, («Nie Ma» Щецін, Польща) «Єретичні ідеї» (театр «Krutodivadlo Kachny», Прага, Чехія), «Кордони» (Софія та Джоель Габріельсон, Стокгольм, Швеція);
- вистави за сучасною українською драматургією: «Самогубство самотності» за п'єсою Неди Неждани (Народний театр-студія «Хочу», Львів), «Трюча» за п'єсою Володимира Снігурченка («Котелок», Харків), «Техніка дихання в безповітряному просторі» за п'єсою Надії Мошиної (Народний театр-студія «Ага-Т», Луганськ), «Клаптикова порода» та «Різниця» за п'єсами Артема Вишневського (Молодіжний театр «Калейдоскоп», Тернопіль);
- круглий стіл «Сучасна драматургія? Діалог з театром» за участю драматургів Наталії Ворожбит (Київ), Олександра Ірванця (Рівне), режисера Львівського академічного театру імені Леся Курбаса Володимира Кучинського, режисера харківського театру «Котелок» Володимира Горєславца, молодого критика і драматурга Марисі Нікітюк (Київ) та акторів і режисерів театрів-учасників;
- драматургічні майстер-класи українських драматургів Наталії Ворожбит, Олександра Ірванця та Павла Ар'є, майстер-класи з вербатіму харківського режисера Володимира Горєславця, режисерів центру ім. Вс. Мейєрхольда Андрія Мая та Миколи Гоманюка.

### ІІ фестиваль «Драма.UA-2011»
ІІ Фестиваль сучасної драматургії «Драма.UA» тривав з 29 червня по 2 липня 2011 р. у Львові та на III Міжнародному фестивалі мистецтв Fort.Missia (с. Поповичі Мостиського району Львівської області). Фестиваль відбувався під гаслом «Обличчя драми».
Другий фестиваль сконцентрував свою увагу на форматі сценічних читаннь п'єс, які дозволяють краще осмислити текст, познайомитися з автором та скеруватися у майбутньому виборі робіт для постановки.
Упродовж чотирьох днів фестиваль об'єднав декілька програм:
- читання п'єс учасників конкурсу «Драма.UA»: Олександра Виженка «Козацька сила», В'ячеслава Волконського «БО?!…», Альбіни Позднякової «Текст на вагітність», Володимира Шелухіна «Кант для блазнів», Артура Млояна «Сімейні люди»;
- проєкт «Поети читають драматургію»: львівські поети Оксана Васьків, Галина Крук, Катерина Оніщук, Альбіна Позднякова, Мар'яна Максим'як та Остап Сливинський читали п'єси Владіміра Сорокіна «Щі», Дороти Масловської «Поміж нами добре є»[pl], Анни Яблонської «Відекамера», Артура Палиги «Ніщо людське», Павла Ар'є «Кольори», Семюела Беккета «Остання стрічка Крепа»[en];
- «Відеотеатр»: перегляд відеовистав «Гамлет» Пітера Брука, «Медеї» Сєргея Васільєва та «Вапняний кар'єр» Крістіана Люпи;
- проєкт «Драматургія — дітям»: поети Галина Павлишин і Богдан Кріль разом з дітьми читали п'єси Олександра Виженка «Козацька сила», Лелі Ободовської «Сон у зимову ніч», Богдана Мельничука «Задерикуватий півень», Надії Симчич «Корінь троянди»;
- вистави Черкаського обласного музично-драматичного театру ім. Т. Шевченка «Місто на Ч» (режисер Андрій Май (Херсон-Київ) та виставу «Зустріч» театру УКУ «Різні люди»;
- «Перекладаючи драму: Ґодо х 2»: читання двох варіантів перекладу п'єси Семюела Беккета «Чекаючи на Ґодо» — Богдана Бойчука і Володимира Діброви — у виконанні львівських театрів «Різні люди» та «Маятник».

### ІІІ фестиваль «Драма.UA-2012»
ІІІ Фестиваль сучасної драматургії «Драма.UA» відбувся 27-30 вересня 2012 року у Львові. Гасло ІІІ Фестивалю — «Більше драми!» Особливістю фестивалю стало проведення освітніх програм для молодих драматургів та критиків, здійснення низки перекладів європейської драматургії та їх презентація у формі сценічних читань. Спільним досягненням фестивалю та Першого українського академічного театру для дітей та юнацтва на чолі з Юрієм Мисаком було відкриття нового мистецького простору[недоступне посилання] — малої сцени — на території цього театру.

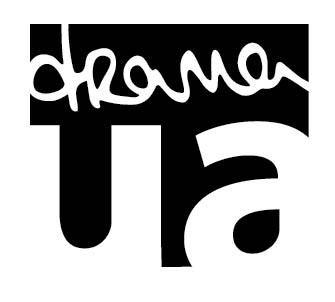
Логотип фестивалю «Драма.UA»

Програма фестивалю складалася з декількох блоків:
- презентація у формі сценічних читань творів молодих українських драматургів, які подали свої роботи на Конкурс п'єс «Драма.UA-2012». Зокрема, глядачам були запрезентовані роботи: «Бал бетменів» Тетяни Киценко, «Партія» Євгена Марковського, «Ліза» Дена Гуменного та «Реквієм для кларнету» Олега Мосійчука;
- «Драма Європи». Спеціально для ІІІ Фестивалю сучасної драматургії «Драма.UA» було створено україномовні переклади низки зарубіжних п'єс, які були представлені на фестивалі у формі сценічних читань. Зокрема, британську драму перекладали: Ірина Зайцева — п'єсу «Сузір'я»[en] Ніка Пейна[en], Віктор Морозов — п'єсу «Каліка з Інішмаана»[en] Мартіна МакДонаха та Катерина Оніщук — п'єсу «Жага»[en] Сари Кейн. Шведський блок перекладали Софія Волковецька (Косарчин) — «Нас є сто» Юнаса Гассена Кемірі[en] та Лев Грицюк — «Віра і Віра» Ліни Екдаль. Переклади польських авторів здійснили Альбіна Позднякова — «Безкінечна історія» Артура Палиги; Лариса Андрієвська — «На кінці ланцюга» Матеуша Пакули[pl]. Останній, німецький, блок драми переклали на українську Христина Назаркевич («Електронне місто» Фалька Ріхтера[de]) та Наталка Сняданко («Камінь» Маріуса фон Маєнбурга). Сценічні читання цих п'єс презентували проєкт «Дрампортал» (реж. Павел Юров, Київ), театр «Вихід» (реж. Володимир Снігурченко та Альона Самойленко, Харків), мистецька група «Цю» (Львів), режисер Євген Худзик (Львів), «Vinora-playing-town» (реж. Ірина Кобзар, Харків). Постановка сценічного читання п'єси Ніка Пейна «Сузір'я» здійснювалося в рамках майстер-класу британського режисера Раміна Ґрея[en] (Лондон). Виставу за німецькою драмою Єнса Гільє і Нуркана Ерпулата «Шалена Кров» презентував Національний академічний театр російської драми ім. Лесі Українки (реж. Алла Рибікова, Київ);

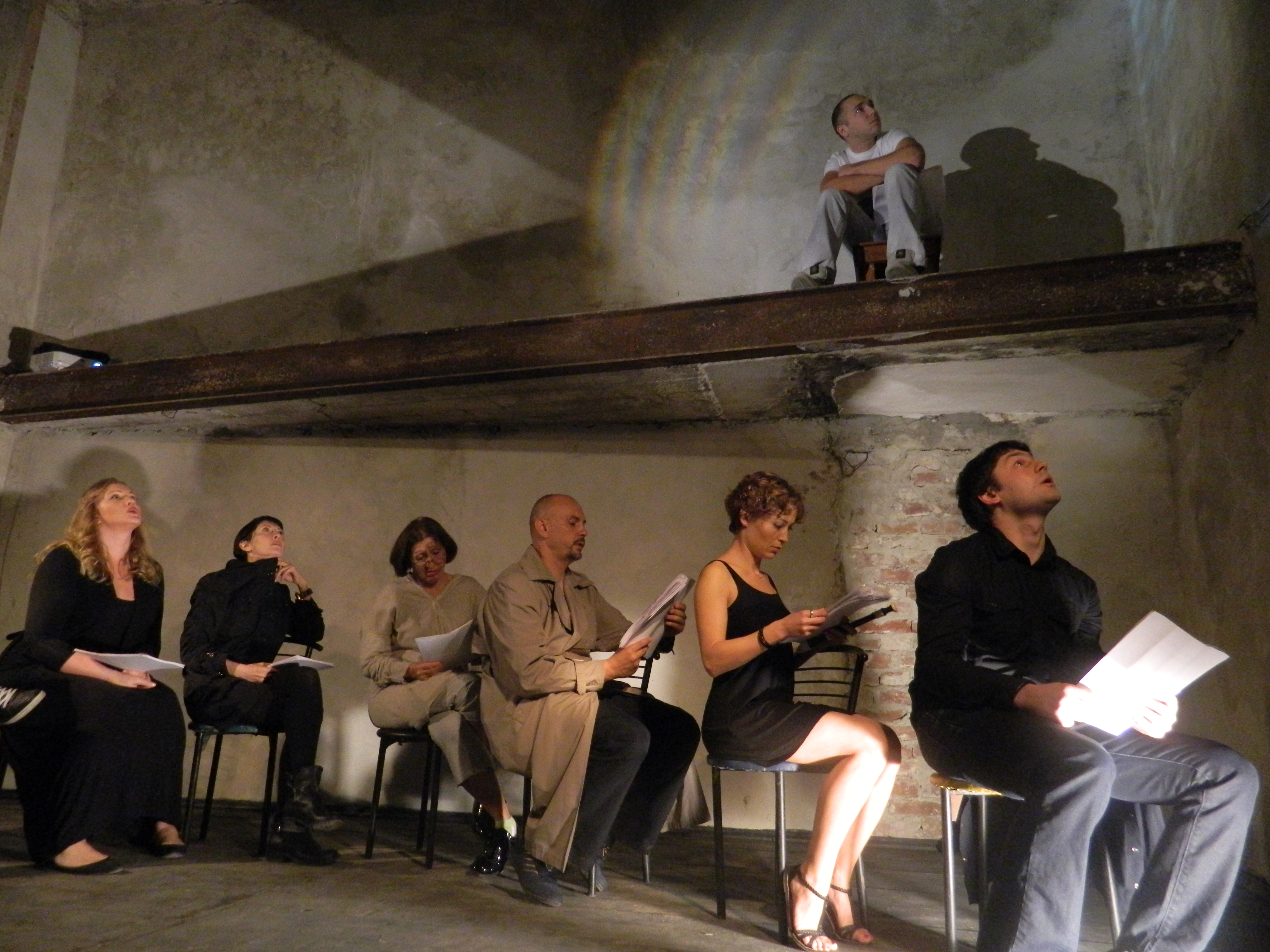
Сценічне читання п'єси Мартіна МакДонаха «Каліка з Інішмаана», режисер Павел Юров

- Майстер-класи для драматургів провели Матеуш Пакула (Польща) під назвою «Підбадьорення уяви», Єнс Гільє (Німеччина) «Боротьба за ідентичність у постдраматичному театрі»; також майстерню по «Роботі з написаними драматургічними тектсами» вів Павло Ар'є (Україна-Німеччина);
- У рамках проєкту «PostPoster» — майстерні для молодих дизайнерів та художників — учасники, відвідуючи всі читання та вистави, мали можливість створити низку плакатів, присвяченій сучасній драматургії;
- Вперше відбулась чотириденна майстерня театральних критиків «Аналізуючи драму» під керівництвом театрознавців Майї Гарбузюк (Львів) та Анни Липківської (Київ). Цей проєкт втілював ідею осмислення, аналізу та критичного обговорення сучасної драматургії. За сприяння «Драми.UA» підсумкові тексти учасників майстерні були опубліковані в часописах «Просценіум» та «Український театр».

### IV фестиваль «Драма.UA-2013»
IV Фестиваль сучасної драматургії «Драма.UA» відбувся з 21 по 24 листопада 2013 року у Львові. Програма фестивалю оховлювала багато форматів: від майстер-ласів та дискусій до сценічних читань та вистав. Зокрема, під час фестивалю відбувся ряд воркшопів від відомих європейських театральних діячів:
- триденний майстер-клас для театральних менеджерів та кураторів від Уве Гьосселя, директора Міжнародного форуму Берлінських театральних зустрічей
- чотириденний майстер-клас для режисерсько-драматургічних тандемів від Іги Ґаньчарчик (Краків) і Лукаша Їрічки (Прага)
- чотириденний майстер-клас для режисерів від Яна-Віллема ван ден Боша (Лондон)

В рамках Майстерні критиків відбулись такі дискусії:
- «Театр і критика в Україні та Росії». Учасники: Олег Вергеліс, «Дзеркало тижня», Київ – Руднев Павел Андреевич/Павел Руднєв, критик, Москва. Модератор - Ірина Чужинова, Київ
- «Театр і критика в Польщі та Чехії». Учасники: Вітольд Мрозек, «Газета Виборча», Варшава – Мартіна Черна, Театральний Інститут, Прага. Модератор – Надія Соколенко, Київ
- «Театр і критика у Румунії та Угорщині». Учасники: Юлія Поповічі, «Культурний Обсерватор», Бухарест; Ясаї Томаш, «Ревізор», Будапешт. Модератор – Віктор Собіянський, Київ.
- Круглий стіл «Театральна критика як інструмент соціальних змін або як театральний критик може змінити світ на краще». Модератор – Майя Гарбузюк.

Програма сценічних читань і обговорень п'єс включала:
- Читання п’єси «Баба Пріся» Павла Ар’є, реж. Павло Ар’є
- Читання п’єси М. "Відвідредаговане чорне", написаної у рамках драматургічної резиденції «Драма.UA-2013», реж. Антон Романов
- Читання п’єси «Брахланд» Дмитра Гавриша, реж. Павло Ар’є
- Читання п’єси «Веселкова трибуна» Павла Демірського, реж. Павел Юров
- Читання п’єси «Це лице» Поллі Стенхем, реж. Павел Юров
- Читання п’єси-переможця IV Конкурсу п’єс «Драма.UA-2013» "Прощальна вечірка" Романа Горбика, реж. Павло Ар’є
- Читання п’єси «Басейн без води» Марка Равенгілла, реж. Павел Юров

Програма "Мала драма":
- Виступи дитячого театру-студії, реж. Олег Онещак
- Читанна п’єс учасників майстер-класів для підлітків «Перша драма», реж. Антон Романов
- Презентація 1-го номеру дитячого театрального журналу «Шалені Козюльки»

Програма показів вистав:
- Вистава «Корабель не прийде» за Ніс-Момме Штокманном, реж. Олександр Крижанівський (копродукція Нового драматичного театру на Печерську та Гете-Інституту, Київ)
- Вистава «Моллі Б.» за Джеймсом Джойсом, реж. Марта Ойжинська (театр Ad Spektatores, Вроцлав, Польща)
- Вистава «Ніч в Афганістані», реж. Андре Ерлен (театр Futur 3, Кельн, Німеччина)
- Вистава «Про добро» за Павлом Демірським, реж. Моніка Стженпка (Драматичний театр імені Єжи Шанявського у Вальбжиху, Польща)
- Вистава «5boys.sk» за Сімоною Сіменіч, реж. Адріана Тотікова (театр Studio 12, Театральний Інститут, Братислава, Словаччина)
- Вистава «Казус Послера», реж. Єлена Лукманова (Центр сучасної драматургії, Єкатеринбург, Росія)

## Конкурс п'єс «Драма.UA»
Конкурс п'єс «Драма.UA» спрямований на популяризацію сучасної української драматургії, пошук та підтримку молодих авторів-драматургів, просування актуальної української драматургії на театральні сцени та до літературних видань. До конкурсу приймаються авторські, неопубліковані та непоставлені п'єси на будь-яку тематику, написані українською мовою.
Щорічно, з-посеред поданих заявок оргкомітет формує «довгий список» п'єс, з якого журі обирає фіналістів конкурсу.

### І Конкурс п'єс «Драма.UA-2010»
Перший конкурс п'єс «Драма.UA» відбувся у 2010 році. До участі зголосилося близько 30 драматургів з різних міст України.
Склад журі: поет, перекладач та літературознавець Остап Сливинський, поетеса, художниця та дизайнер Оксана Васьків-Кукул, драматург, режисер та актор Артем Вишневський, театрознавець Ольга Мурашко, учасник оргкомітету Фестивалю «Драма.UA» Олена (Соля) Чебелюк.
Лонг-ліст І Конкурсу: Лілія Коломієць «Час і кров», Олександр Шмаль «PinkFroyd», Володимир Шелухін «Мерзлота», Катерина Аксьонова
«Недописані листи», Павло Ар'є «Експеримент», Марися Нікітюк «Ведмеді для Маші», Марія Вакула «Труп на кухні або вагітна Лола», Володимир Снігурченко «Трюча», Олег Коваль «Ніхто», Сергій Лисенко «Childfree».
Фіналісти І Конкурсу:
Переможцем конкурсу стала п'єса «Ведмеді для Маші» Марисі Нікітюк. Дипломи лауреатів отримали також п'єси «Мерзлота» Володимира Шелухіна та «Childfree» Сергія Лисенка.

### ІІ Конкурс п'єс «Драма.UA-2011»
На конкурс п'єс «Драма.UA-2011» зголосились 37 драматургів з Києва, Львова, Броварів, Херсона, Одеси, Запоріжжя, Донецька, Тернополя, Коломиї, Теребовлі, Харкова, Саскатуна (Канада), Ужгорода, Новомиргорода, Дніпропетровська, Верхньої Криниці (Запорізька обл.), які надіслали 45 п'єс.
Склад журі: драматург Наталя Ворожбит, арткритик, головний редактор журналу «AZ-арт» Наталка Космолінська, драматург та художник-концептуаліст Павло Ар'є.
Лонг-ліст ІІ Конкурсу: «Екстреміст» та «Голодна любов» Костянтина Солов'єнка (Київ), «Сімейні люди» Артура Млояна (Київ), «Хворі клепсидри» Христі Венгринюк (Чернівці), «Не дочекались» Катерина Аксьонова (Львів), «Проблеми дощів» Тетяни Киценко (Київ), «Дядько з крилами» Олександра Гавроша (Ужгород), «Катрін у пастці» та «Сонні пігулки» Марії Вакули (Київ), «І мене моя міліція» Елеонори Сіндєєвої (Дніпропетровськ), «Три сценарії» Олега Шинкаренка (Київ) та «Володимир на шиї» Олександра Виженка (Запоріжжя).
Фіналісти ІІ Конкурсу: Переможцем конкурсу стала п'єса Артура Млояна (Київ) «Сімейні люди». Друге місце посіли роботи Костянтина Солов'єнка (Київ) «Екстреміст» та «Голодна любов». На третьому місці, за визначенням журі, опинилися «Сонні пігулки» та «Катрін у пастці» Марії Вакули (Київ).
Особливу відзнаку журі за високу авторську майстерність і «серйозні стосунки з класичним твором» отримала п'єса «Володимир на шиї» Олександра Виженка (Запоріжжя).

### ІІІ Конкурс п'єс «Драма.UA-2012»

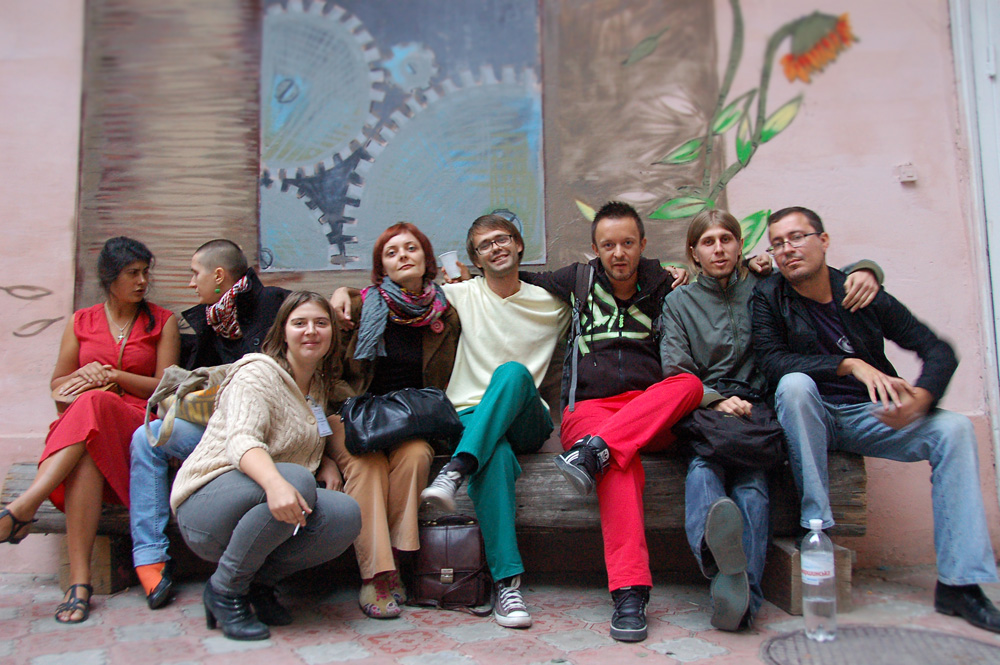
Драматурги — учасники фестивалю «Драма.UA-2012»

У конкурсі п'єс взяли участь 109 драматургів з різних міст України: Львів, Київ, Херсон, Сімферополь, Харків, Чернівці, Тернопіль, Вінниця, Івано-Фраківськ, Суми, Рівне, Кіровоград, Миколаїв, Дніпропетровськ, Донецьк, Кременчук, Ужгород, Запоріжжя, Черкаси. 

Склад журі: драматург Павло Ар'є, театрознавець Марія Ясінська, театрознавець та перекладач Юлія-Анна Франко.
Лонг-ліст ІІІ Конкурсу: Василь Карп'юк «Епатаж», Богдан Мельничук та Олег Мосійчук «Реквієм для кларнету без оркестру», Марися Нікітюк «Свині», Ден Гуменний «Ліза», Наталка Доляк «Мадам Гар'є», Ольга Грачевські «Вдайте із себе розумного», Катерина Пенькова «Вдома в Україні», Євген Марковський «Партія», Катерина Яковленко «Сни», Анастасія Косодій «Травневий король», Мирослава Клочко «Ґанок», Павло Коробчук «Триєдність», Петро Армяновскі «Гей чи не гей?», Сашко Брама «КАМА КОМА PLAY», Артур Млоян «Хома Брут», Андрій Бондаренко «Літній сум», Віра Маковій «Дівка на відданнє», Тетяна Киценко «Бал бетменів», Володимир Шелухін «Готель на добу», Кіра Малініна «Гроб», Василь Пачовський «Bitches Brew (Не буде Вам всім спокою!!!)», Наталія Мостопалова «Механічна симфонія», М. «Моя Африка. Розмови за столом», Артем Вишневський «Хлопці Кет», Олесь Барліг «Дерева спізнюються на автобус».
Фіналісти ІІІ Конкурсу: Особливу відзнаку журі за віртуозну майстерність драматурга при перенесені класичного твору на мову театру здобула п'єса «Хома Брут» Артура Млояна з Києва, торішнього переможця конкурсу. Третє місце отримала п'єса «Партія» Євгена Марковського (Херсон) та «Дерева спізнюються на автобус» Олеся Барліга (Запоріжжя). Друге місце посіла п'єса київського драматурга Тетяни Киценко «Бал бетменів».
Переможцем конкурсу стала п'єса «Дівка на відданнє» буковинського драматурга Віри Маковій.

### IV Конкурс п'єс «Драма.UA-2013»
На конкурс надійшло 50 п'єс, з яких організаори відібрали 10 творів та передали їх на розгляж журі.
Склад журі: театрознавець, викладачка кафедри театрознавства та акторської майстерності ЛНУ ім. І. Франка Уляна Рой (Львів), режисер та актор театру-студії «МИ» Антон Романов (Сімферополь), театрознавець Марія Антонюк (Львів).
Лонг-ліст IV Конкурсу: Марина Соколян «Аварійний стан», Роман Горбик «Прощальна вечірка», Олексій Паляничка «20 000 миль під землею», Ольга Мацюпа «Микола купує дім», Анастасія Косодій «Комплекс бога», Андрій Бондаренко «Зустріч одногрупників», Інна Анісімова «Острів життя», Тетяна Киценко «Кімната абсолютної тиші», Ден Гуменний, Яна Гуменна «Щастя моє», М «DiCaprio»
Фіналісти IV Конкурсу: М «DiCaprio», Марина Соколян «Аварійний стан», Роман Горбик «Прощальна вечірка», Олексій Паляничка «20 000 миль під землею».
Переможця IV Конкурсу п'єс було оголошено на Фестивалі сучасної драматургії «Драма.UA», 21-24 листопада у Львові і представлено у форматі сценічного читання. Ним став Роман Горбик з п'єсою "Прощальна вечірка".

### V Конкурс п'єс "Драма.UA"
Конкурс відбувався у 2014-2015 роках. Оргкомітет отримав 68 текстів від 57 драматургів і драматургинь.
В лонг-лист Конкурсу увійшли: Наталія Блок "Любов сильніше", М "Полярники", Тетяна Киценко "Жінка та снайпер", Ольга Мацюпа "Двійники", Андрій Бондаренко "Літо майже минуло", Дмитро Левицький "Перукарі", Зоряна Починайко "Земля обітована".
Склад журі: драматург Павло Ар'є, театральна критикиня та театрознавиця Анна Липківська, режисер Павло Юров
Переможниця Конкурсу: М з п'єсою "Полярники". Сценічне читання п'єси-переможниці відбулось на Першій сцені сучасної драматургії "Драма.UA". Режисер - Олег Онещак.

### VI Конкурс п'єс "Драма.UA"
Конкурс відбувся у 2016 році. Вперше, цьогоріч була оголошена додаткова номінація - "П'єси для дітей".
Оргкомітет Конкурсу отримав 50 текстів від 41 авторів та авторок.
В лонг-лист основної номінції Конкурсу увійшли: Віталій Гавура "Мама завжди захистить", Марина Смілянець "Люди Forbes", Дмитро Терновий "39 або Автобус апокаліпсису", Євген Мерзляков "Ілюзія героя", Анастасія Косодій "Хто вкрав твоїх коней", Марина Смілянець "Б`ютіфул лайф", Олесь Барліг "Монстри виходять із хризантем" і "Немає звісток від Даґона", Дан Воронов "ПГ/АМ".
В лонг-лист номінації "П'єси для дітей" увійшли: Ірина Гарець "Навіщо Лямуру хвіст Чупакабри", Лана Ра "Ґудзи-Мудзи - королева країни загублених гудзиків", Максим Ряпулов "Котигорошко".
Склад журі: режисер Олексій Кравчук, театрознавиця Любов Ільницька, режисер Олесь Павлютін, театрознавиця Маргарита Корнющенко, драматург Павло Ар'є.
Переможниця Конкурсу в основній номінації - Анастасія Косодій з п'єсою "Хто вкрав твоїх коней". Переможця в номінації "П'єси для дітей" журі не визначили, ле найбільшу кількість голосів набрала п'єса "Ґудзи-Мудзи - королева країни загублених гудзиків" Лани Ра. Сценічне читання п'єси-переможниці Конкурсу відбулось на Першій сцені сучасної драматургії "Драма.UA". Режисер - Ігор Шпильовий.

### VII Конкурс п'єс "Драма.UA"
Конкурс відбувся у 2018 році за підтримки театрів-партнерів: Львівського академічного драматичного театру імені Лесі Українки та Львівського обласного театру ляльок. Окрім основної номінація, вдруге оголошено прийом текстів до номінації "П'єси для дітей".
111 текстів від 90 авторів та авторок надійшло на Конкурс.
В лонг-лист основної номінації Конкурсу увійшли: Володимир Чалчинський "Перед вибором", Анастасія Косодій "Timetraveller`s guide to Donbass", Олексій Мінько "А може Мао Цзедун мав рацію", Лєна Лягушонкова "ПГТ", Андрій Бондаренко "Той готель під горою", Людмила Тимошенко "Дурний Микола", Ігор Білиць "Повія", Олесь Барліг "Два ока - це занадто жирно". В лонг-лист номінації "Пєси для дітей": Тетяна Стефанович "Козак Мамай", Ольга Мацюпа "Комета над лісом", Галина Коваленко "Поговоримо, Арамісе", Оксана Логоша "Порушені ритми", Наталія Довгопол "РУсалчин великдень", Юлія Куліш "Тер’єр-міністр та його боягузка", Яна Зеленська "Хто твій Акамор", Лана Ра "Чаклунки-дивачки".
Склад журі: літературознавиця, літературна критикиня Ганна Улюра, театрознавиця, перекладчка Анна Коженьовська-Бігун, драматургиня Ірина Гарець, драматург Ден Гуменний.
Переможниця Конкурсу в основній номінації  - Анастасія Косодій. Її п'єса "Timetraveller`s guide to Donbass" представлена у вигляді постановки та увійшла в реперnуар Львівського академічного драматичного театру імені Лесі Українки.
Переможниця в номінації "П'єси для діте" - Юлія Куліш. Її п'єса "Тер’єр-міністр та його боягузка" представлена у вигляді сценічного читання у Львівського обласному театрі ляльок.
Крім того, відбувся міні-фестиваль перформативних читань найкращих текстів Конкурсу "Текст. Драма. Рогалики" на сцені Львівського академічного драматичного театру імені Лесі Українки.

### VIII Конкурс п'єс "Драма.UA"
Конкурс відбувся 2021 році за підтримки партнерів: Львівського академічного драматичного театру імені Лесі Українки та Parade-Fest. Конкурс змінює фокус з пошуку та відкриття нових імен та підтримку та промоцію українських драматурів, що вже активно працюють. У зв'язку з цим дещо змінюються умови Конкурсу: знято обмеження на участь в Конкурсі вже оприлюднених раніше текстів.
106 текстів надійшло від 76 авторів та авторок.
В лонг-лист увійшли 14 п'єс:Ольга Анненко "Ця бісова гірка правда", Ігор Білиць "В полоні", Андрій Бондаренко "Десафінадо", Ірина Гарець "Тунелекопальна машина", Анна Горянська "Блекшип", Ніна Захоженко "Сім перших робіт Аліни", Владислав Івченко "Накохалися", Тетяна Киценко "Пеніта ля трагедія", Анастасія Косодій "Що таке єврейська музика", Лєна Кудаєва "Щоденник відмінниці", Олексій Паляничка "Не було такого", Катерина Пенькова "Бастард Валлійської імперії", Поліна Положенцева "Бабуня з дідунем займаються сексом", Людмила Тимошенко "П'ять пісень Полісся".
Склад журі Конкурсу: театрознавиця Любов Ільницька, літературознавиця, літературна критикиня Ганна Улюра, театрознавиця, продюсерка, менеджерка культури Вероніка Склярова, драматург Максим Курочкін.
Переможниця Конкурсу - Анастасія Косодій з п'єсою "Що таке єврейська музика" отримала фінансову премію у розмірі 30 тис. грн. В шорт-лист увійшли: Ігор Білиць "В полоні", Тетяна Киценко "Пеніта ля трагедія", Людмила Тимошенко "П'ять пісень Полісся". Тексти були представлені у вигляді перформативних читань в рамках міні-фестивалю сучасної драматургії "Текст. Драма. Профітролі" на сцені Львівського академічного драматичного театру імені Лесі Українки в грудні 2021.

### IX Конкурс п'єс "Драма.UA"
Конкурс відбувся у 2023 році у співпраці з  Львівським академічним драматичним театром імені Лесі Українки та Parade-Fest. Всього отримали 139 текстів від 111 драматургів та драматургинь, 2 груп та 4 тандемів авторів/авторок. Журі Конкурсу: драматургиня та режисерка Анастасія Косодій, драматург і режисер - Ігор Білиць, театрознавиця та театральна продюсерка - Вероніка Склярова. Переможниця Конкурсу - Катерина Пенькова з п'єсою "Марафон "російська рулетка". До короткого списку увійшли п'єси: «Атомна русалка» Андрія Бондаренка, «Один день» Лєни Кудаєвої, «Моє пекло» Оксани Савченко. Спеціальну відзнаку від ParadeFest отримав Олег Михайлов із п'єсою "Море залишиться". Фіналісти Конкурсу отримали фінансові премії, їхні тексти були представлені у вигляді перформативних читань на сцені Львівського академічного драматичного театру імені Лесі Українки у грудні 2023 року. У 2024 році у видавництві "Крок" вийшла друком збірка п'єс "Антологія2" з текстами фіналістів Конкурсу.

### X Конкурс п'єс "Драма.UA"
Конкурс відбувся у 2025 році у співпраці із Львівським академічним драматичним театром імені Лесі Українки та Parade-Fest. Оргкомітет отримав 148 заявок - рекорд за всю історію Конкурсу. В журі працювали: драматургиня Катерина Пенькова, театральний критик та військовослужбовець Олексій Паляничка, театральна продюсерка та культурна менеджерка - Вероніка Склярова. Переможниця Конкурсу - Аліна Сарнацька з п'єсою "Баланс" отримала фінансовану винагороду в розмірі 25 тис. грн. В шортлист увійшли: Андрій Бондаренко з п'єсою "Брідські явища", Наталія Торжевська з п'єсою "Будь мужиком!", Ольга Турутя з п'єсою "Жінка, степ і дев'ята річка". Найкращі п'єси Конкурсу будуть представлені на фестивалі драматургії у Львівському академічному драматичному театрі імені Лесі Українки у серпні 2025 року.